# Feria de Abril
La Feria de Sevilla, appelée aussi la Feria de Abril, est une fête populaire qui a lieu chaque année à Séville, en Andalousie.

## Étymologie
Le mot « feria » vient du latin feria, feriæ. Les Romains l'utilisaient pour désigner une fête.

## Histoire

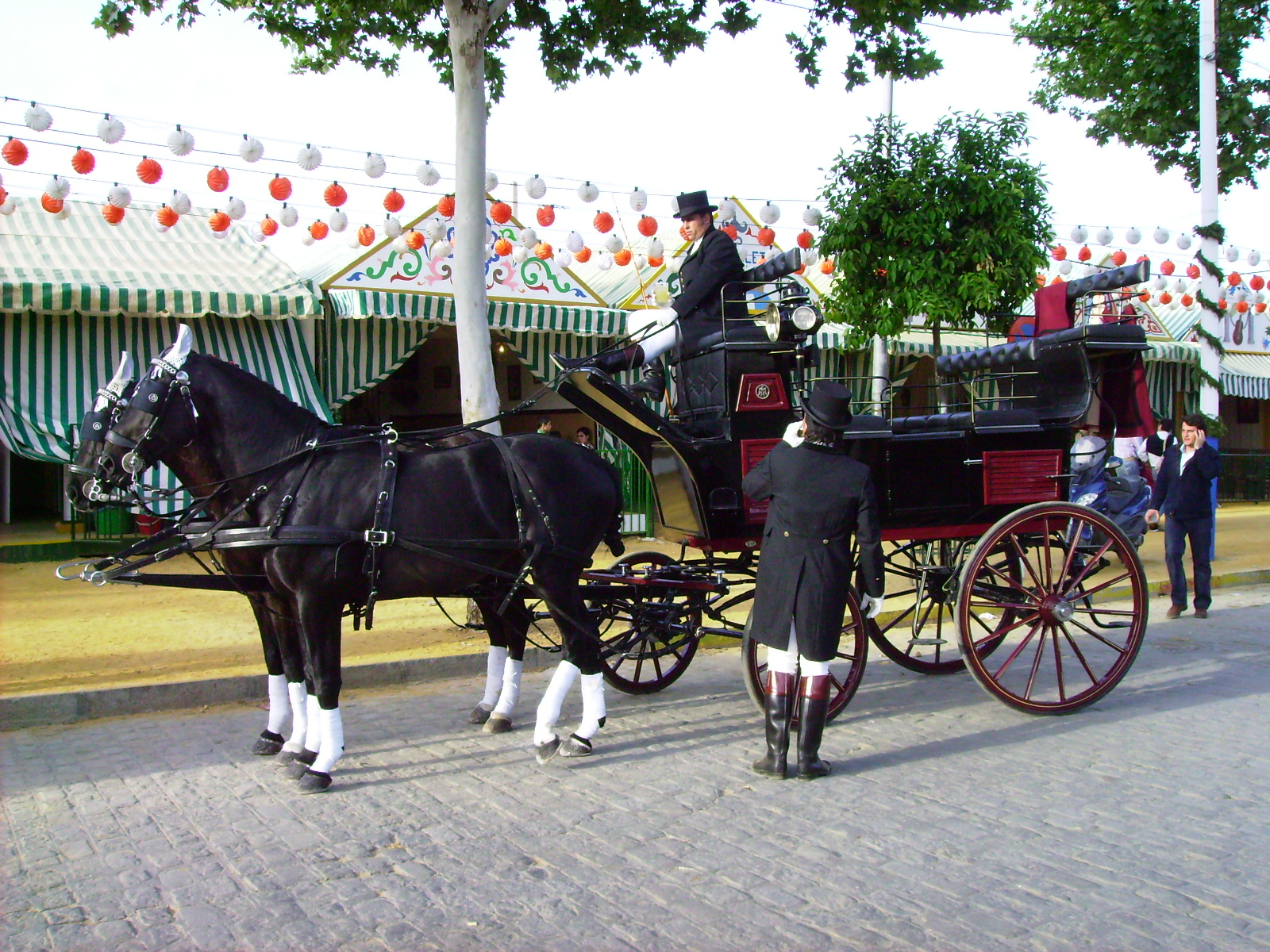
Charrette d'époque à la Feria de Abril.

Les origines de la Feria d’avril remontent au 25 août 1846, lors de la présentation par deux entrepreneurs d'un projet de foire au conseil municipal, le catalan Narciso Bonaplata et le basque José María de Ybara. Par la suite, les autorités sévillanes décidèrent d'organiser une fête tous les ans les 19, 20 et 21 avril.
Un an plus tard, en mars 1847, la reine Isabel II ratifia cette décision en octroyant à Séville le privilège de la Feria. La première d’entre elles fut célébrée un mois plus tard et dura comme prévu initialement trois jours. 
La première foire d’élevage fut célébrée au Prado de San Sebastián, qui à ce moment-là se trouvait à l’extérieur de la ville, à côté de la Fabrique de Tabac (actuelle Université de Séville) qui était le seul édifice construit à ce moment-là, et ce n’est que beaucoup plus tard que l’on y construisit la célèbre Plaza de España et la statue de Rodrigo Diaz de Vivar, dit « El Cid Campeador ». Elle comptait au total 19 baraques et elle obtint un tel succès que peu de temps après, en 1850, il fallut séparer l’espace destiné au commerce du bétail et l’espace destiné aux loisirs.
En 1945 la première affiche officielle annonçant la Feria fut éditée, et vingt ans plus tard furent publiés les premiers prospectus pour faciliter l’information. En 1914 sa durée passa de trois à cinq jours, le sixième jour n’étant ajouté qu’à partir de 1952.°
Mais ce n’est qu’à partir des années 1945 que la Feria commence à ressembler à celle que nous connaissons aujourd’hui, c'est-à-dire une ville artificielle et éphémère où l’on installe des baraques et des attractions et où cohabitent visiteurs étrangers et autochtones, vendeurs, fêtards, curieux, artistes et célébrités.

## La Fête à Séville

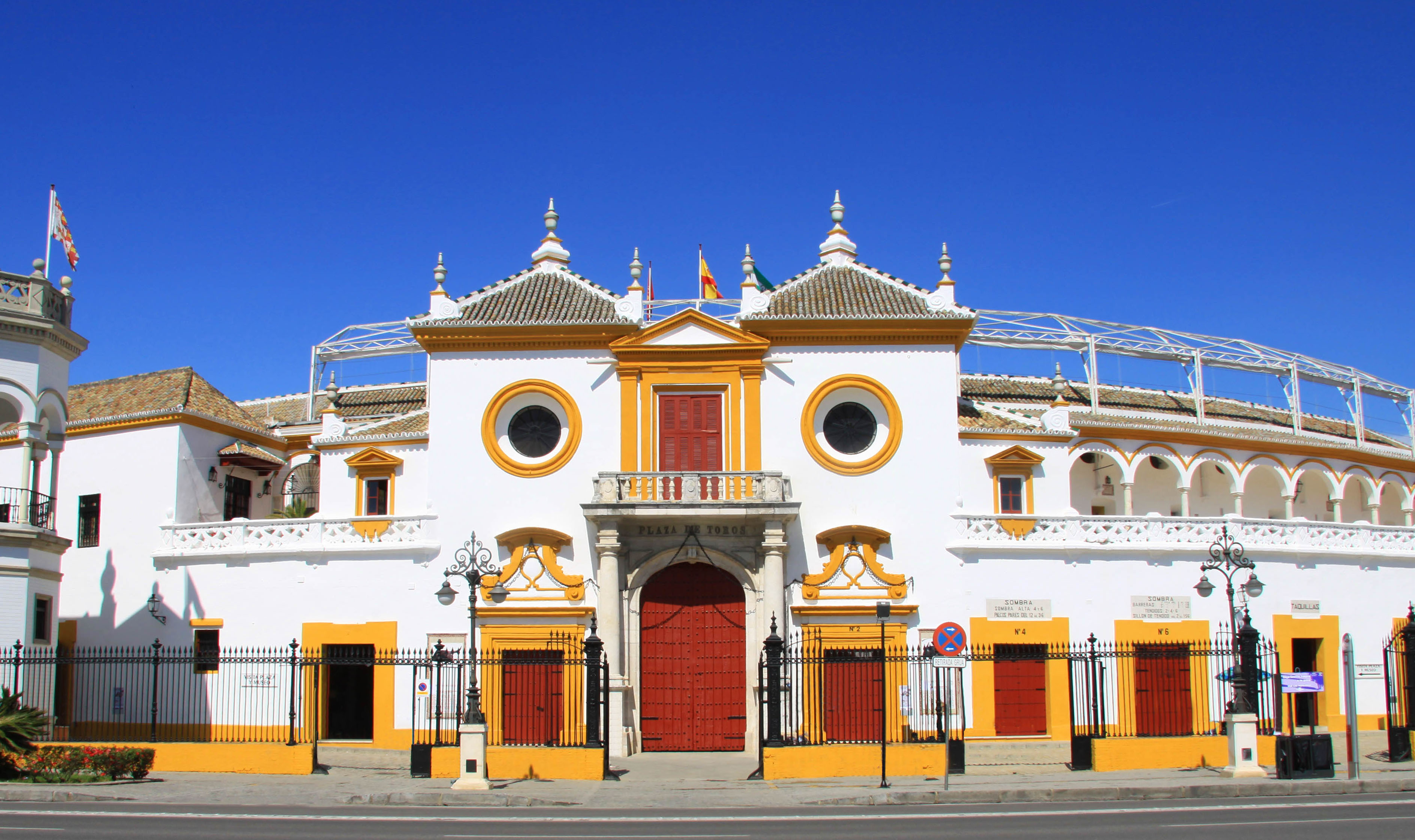
Arènes (Plaza de Toros) de laanza.

S’agissant d’une fête de tradition d’élevage, se célèbre parallèlement et une semaine avant le commencement de la Feria le cycle taurin dans la Real Maestranza de Caballería, au cours duquel sont présents les meilleurs toreros et les meilleurs taureaux du pays. Les festivités commencent à 18 heures 30 avec le traditionnel défilé des toreros (le paseíllo) au son du paso doble Plaza de la Maestranza interprété par la troupe musicale de Maître Tejera. Le public a l’habitude de se rendre à la corrida en calèche depuis la feria et il n’est pas rare de trouver parmi les participants des célébrités de la société sévillane, andalouse et espagnole. L’arène de la Maestranza, est considérée par son histoire comme la plus importante du monde. Un triomphe en ce lieu, dans lequel il faut couper deux oreilles et la queue pour sortir par la « Puerta del Príncipe » (« Porte du Prince »), couvre le torero de gloire.

## Le calendrier des festivités

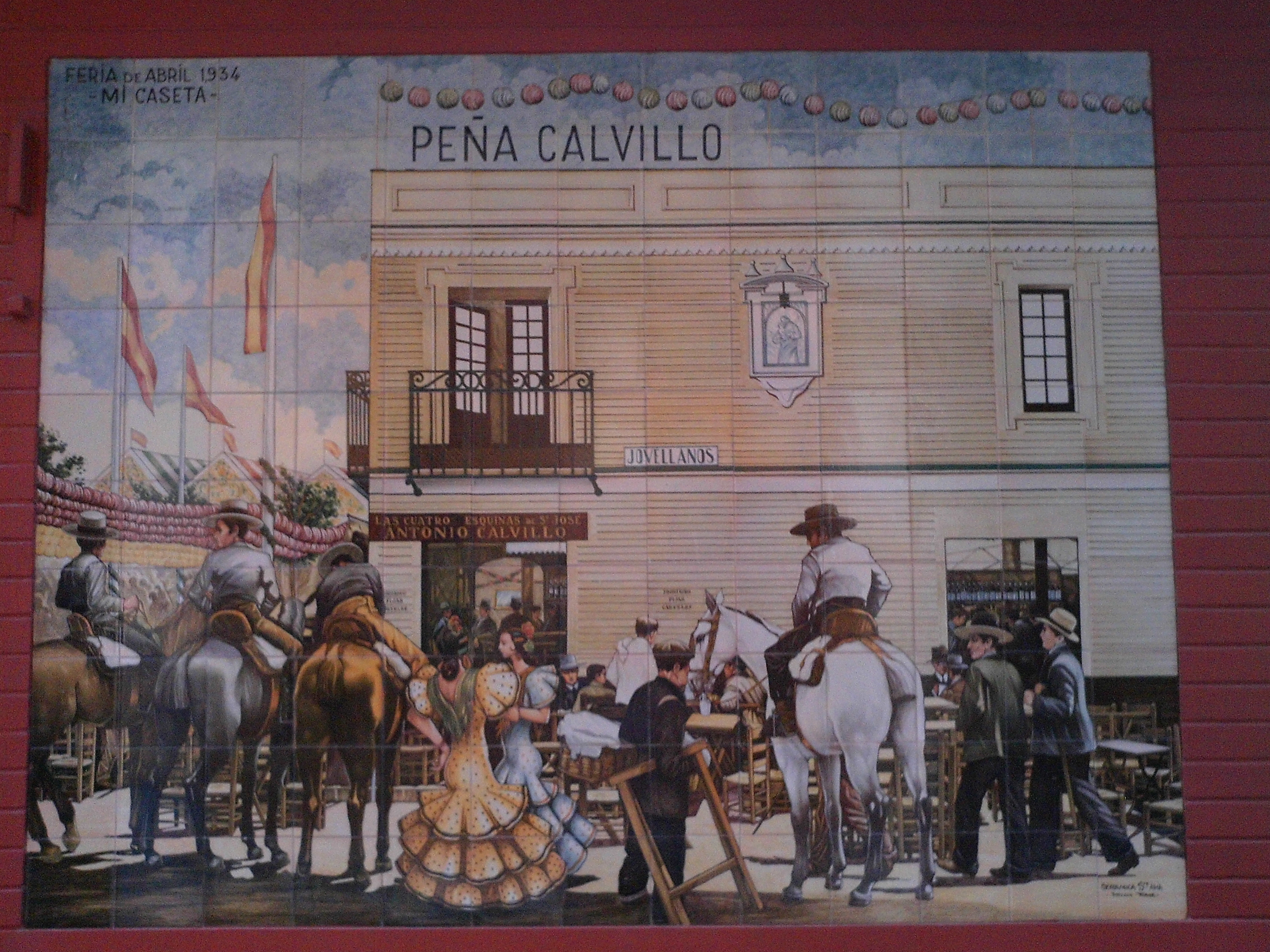
Décor historique des festivités de la Feria en 1934 au café chantant Calvillo de Séville.

Chaque jour de la Feria répond à des normes traditionnelles bien précises, parmi lesquelles se distinguent les suivantes :
- Lundi : rassemblement des adhérents dans les baraques et inauguration avec « cena del pescaíto » (« le souper du petit poisson »). S'ensuit el alumbrao, lorsque le maire de la ville allume l’ensemble des lumières célébrant le début de la Feria à minuit.

- Mardi : s’organisent les déjeuners entre amis et collègues de travail ainsi que les réceptions officielles. L’éclairage est maintenu jusqu’à trois heures du matin.

- Mercredi : jour central de la Feria. Les ampoules sont éteintes une heure plus tard.

- Jeudi : premier jour de grande affluence. Le nombre de chevaux fréquentant la Feria augmente. Les éclairages sont maintenus jusqu’à cinq heures du matin.

- Vendredi : la fréquentation est très importante, parmi les visiteurs on trouve de nombreuses célébrités. Il est courant qu’un million de personnes déambule tout au long de l'avenue principale.

- Samedi : second jour de plus grande affluence. L’éclairage est maintenu jusqu’à six heures du matin.

- Dimanche : dernier jour de la Feria. Traditionnellement la corrida accueille les taureaux de la célèbre ganadería Miura. Une fois minuit passée, la semaine de Feria est clôturée par des feux d’artifice près de la rivière.